# Министерство на отбраната на Бразилия
Министерство на отбраната на Бразилия, (на португалски: Ministério da Defesa) е орган на Федералното правителство на Бразилия, който осъществява правителствената политика във военната област и политическото ръководство на въоръжените сили на страната (по-точно на техните 3 компонента – сухопътните, военноморските и военовъздушните сили на Бразилия).
То се ръководи от министъра на отбраната, който е член на правителството. Министерството на отбраната е създадено на 10 юни 1999 г. Дотогава сухопътните войски (Exército), военноморските сили (Marinha) и военновъздушните сили (Força Aérea) са ръководени от самостоятелни министерства, обединяващи в себе си функциите по граждански контрол върху съответния вид въоръжени сили и главен щаб. Това са съответно Министерството на войната (Ministério da Guerra), Министерство на военноморските сили (Ministério da Marinha) и Министерство на въздухоплаването (Ministério da Aeronáutica), като последното е закрито през 2001 г., разделяйки военните и гражданските му функции между министерствата на отбраната и транспорта.
Министерството на отбраната на Бразилия отговаря за широк кръг от въпроси, засягащи отбраната и сигурността на страната като провеждане на военни операции, изготвяне на проектобюджет и стратегия за отбрана и отбранителна политика, както и за въпросите за военната повинност и наборната служба. То е отговорно и за гражданското въздухоплаване, като на негово подчинение се намира Националната агенция за гражданска авиация.

## Министри на отбраната
|                             | Снимка | Име                               | От               | До               | Назначен от               |
| 1                           |        | Елсиу Алварес                     | 10 юни 1999      | 23 януари 2000   | Фернандо Енрики Кардозо   |
| 2                           |        | Жиралду Магела                    | 24 януари 2000   | 31 декември 2002 | Фернандо Енрики Кардозо   |
| 3                           |        | Жузе Филю                         | 1 януари 2003    | 8 ноември 2004   | Луис Инасиу Лула да Силва |
| 4                           |        | Жузе Аленкар                      | 8 ноември 2004   | 31 март 2006     | Луис Инасиу Лула да Силва |
| 5                           |        | Валдир Пирес                      | 31 март 2006     | 25 юли 2007      | Луис Инасиу Лула да Силва |
| 6                           |        | Нелсон Жубим                      | 25 юли 2007      | 4 август 2011    | Луис Инасиу Лула да Силва |
| 7                           |        | Селсу Аморим                      | 4 август 2011    | 31 декември 2014 | Дилма Русев               |
| 8                           |        | Жакис Вагнер                      | 1 януари 2015    | 2 октомври 2015  | Дилма Русев               |
| 9                           |        | Алдо Ребело                       | 2 октомври 2015  | 12 май 2016      | Дилма Русев               |
| 10                          |        | Раул Юнгман                       | 20 август 2016   | 26 февруари 2018 | Мишел Темер               |
| 11                          |        | Хоаким Силва и Луна               | 26 февруари 2018 | 1 януари 2019    | Мишел Темер               |
| 12                          |        | Фернандо Азеведо и Силва          | 1 януари 2019    | 29 март 2021     | Жаир Болсонаро            |
| 13                          |        | Валтер Суза Брага Нето            | 29 март 2021     | 31 март 2022     | Жаир Болсонаро            |
| 14                          |        | Пауло Серджио Ногейра де Оливейра | 31 март 2022     | 1 януари 2023    | Жаир Болсонаро            |
| 15                          |        | Мусио Монтейро                    | 1 януари 2023    | действащ         | Лула да Силва             |
| Source: Ministry of Defence |        |                                   |                  |                  |                           |